# Porta de Santa Ana
A Porta de Santa Ana foi uma antiga porta da cidade de Lisboa, inserida na cerca fernandina da cidade.
Esta porta localizava-se na Calçada de Santa Ana, abaixo da Igreja de Nossa Senhora da Pena, quase em correspondência da Travessa do Monturo do Colégio e do Beco de São Luís. A muralha continuava daqui até à Porta de Santo Antão. Ainda existia no ano de 1572. Em 1762 existia aqui uma pequena ermida, chegada ao muro das Religiosas Comendadeiras de São Bento de Avis. 